# USS LCS(L)(3)-102
L'USS LCS(L)(3)-102 est un navire de soutien aux péniches de débarquement de classe LCS(L)(3)-1 construit pour l'United States Navy pendant la Seconde Guerre mondiale. L'appellation d'origine de ces navires est LCS(L)(3) pour Landing Craft Support (Large)(type 3). En 1949, ils devinrent les LSS L, soit Landing Ship Support, Large.
Il est situé à Vallejo en Californie, amarré sur le site du Mare Island Naval Shipyard.

## Historique
Le LCS-102 a été affectée à la guerre du Pacifique et a participé briévement pendant la Bataille d'Okinawa. Après la guerre il a servi en Chine avant d'être désarmé en 1946 puis transféré au Japon à la mi-1953. Servant sous le nom de JDS Himawari, le navire est resté au Japon jusqu'à la mi-1966 lorsqu'il a été transféré en Thaïlande, devenant le HTMS Nakha.

### Distinction
LCS(L)(3)-102 a reçu une étoile de bataille pour l'action de la Seconde Guerre mondiale.

## Préservation
En 2007, après avoir été mis à la retraite, le navire est retourné aux États-Unis pour devenir un navire musée . Une cérémonie de transfert a eu lieu le 22 mai 2007, pour transférer la garde du navire de la Marine royale thaïlandaise à l'Association nationale des LCS(L)1-130. L'Association est maintenant officiellement connue sous le nom de Landing Craft Support Museum  et continue de préserver et de restaurer le navire.
Désormais le seul navire restant de sa classe, il reste amarré sur le site du Mare Island Naval Shipyard (l'ancien chantier naval de Mare Island, à Vallejo.
Il a été classé au registre national des lieux historiques le 13 octobre 2015 

## Galerie

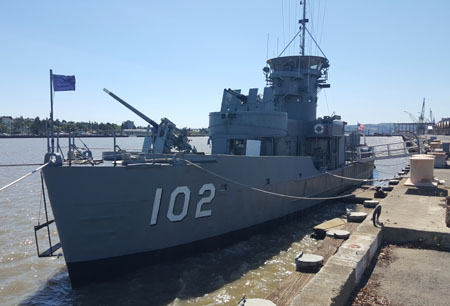